# قرار مجلس الأمن التابع للأمم المتحدة رقم 1194
قرار مجلس الأمن التابع للأمم المتحدة رقم 1194، الذي اعتمد بالإجماع في 9 سبتمبر 1998، بعد أن أعاد تأكيد القرارات 687 (1991)، 707 (1991)، 715 (1991)، 1060 (1996)، 1115 (1997) و‌1154 (1998) بشأن برنامج الأسلحة العراقي، أدان المجلس قرار العراق بتعليق التعاون مع لجنة الأمم المتحدة الخاصة (يونسكوم) و‌الوكالة الدولية للطاقة الذرية.
في 5 أغسطس 1998، أعلنت الحكومة العراقية أنها لن تتعاون مع اليونسكوم والوكالة الدولية للطاقة الذرية، ولذا سوف تظل العقوبات المفروضة على العراق. وقد أوقف البلد جميع أنشطة نزع السلاح التي تقوم بها اللجنة الخاصة ورفض التعاون في أي نشاط يتصل ببرنامجه النووي. وقد صمم المجلس على ضمان الامتثال التام من جانب العراق لالتزاماته بموجب قرارات مجلس الأمن السابقة، والسماح لليونسكوم والوكالة بالوصول إلى أي مواقع تطلبها؛ وأي محاولات لتقييد هذا الأمر غير مقبولة.
وقد أدان المجلس، متصرفًا بموجب الفصل السابع من ميثاق الأمم المتحدة، عدم امتثال العراق لقرارات مجلس الأمن السابقة و‌مذكرة التفاهم الموقعة في وقت سابق من عام 1998 وطالب بسحب رفضه. وقرر عدم إجراء استعراض للعقوبات ولن يفعل ذلك إلى أن تتمكن اللجنة الخاصة والوكالة الدولية للطاقة الذرية من الاضطلاع بكامل نطاق الأنشطة في إطار ولاياتها، بما في ذلك عمليات التفتيش.